# Jemima Rooper
Jemima Rooper, född 24 oktober 1981 i London, är en brittisk skådespelare. Som barnskådespelare spelade hon pojkflickan George i tv-serien baserad på Enid Blytons Fem-böcker.
Som vuxen har hon ofta fått roller som lesbisk såväl på scen (Her Naked Skin) som på film (Den svarta dahlian) och i tv-serier (Hex och Sugar Rush). På scen har hon bland annat spelat i Noël Cowards Min fru går igen och musikalerna Little Shop of Horrors och Me and My Girl.

## Filmografi i urval
- 1995–1997 – Vi fem (TV-serie)
- 1999 – Fruar och döttrar (TV-serie)
- 2001–2004 – As If (TV-serie)
- 2004–2005 – Hex (TV-serie)
- 2005 – A Sound of Thunder
- 2005 – Kinky Boots
- 2006 – Sinchronicity (TV-serie)
- 2006 – Sugar Rush (TV-serie)
- 2006 – Den svarta dahlian
- 2008 – Lost in Austen (TV-serie)
- 2013 – One Chance
- 2013–2015 – Atlantis (TV-serie)
- 2018 – Trauma (TV-serie)
- 2018 – Mord i paradiset (TV-serie) (ett avsnitt)
- 2019 – Gold Digger (TV-serie)